# Charles Guillaume Alexandre Bourgeois

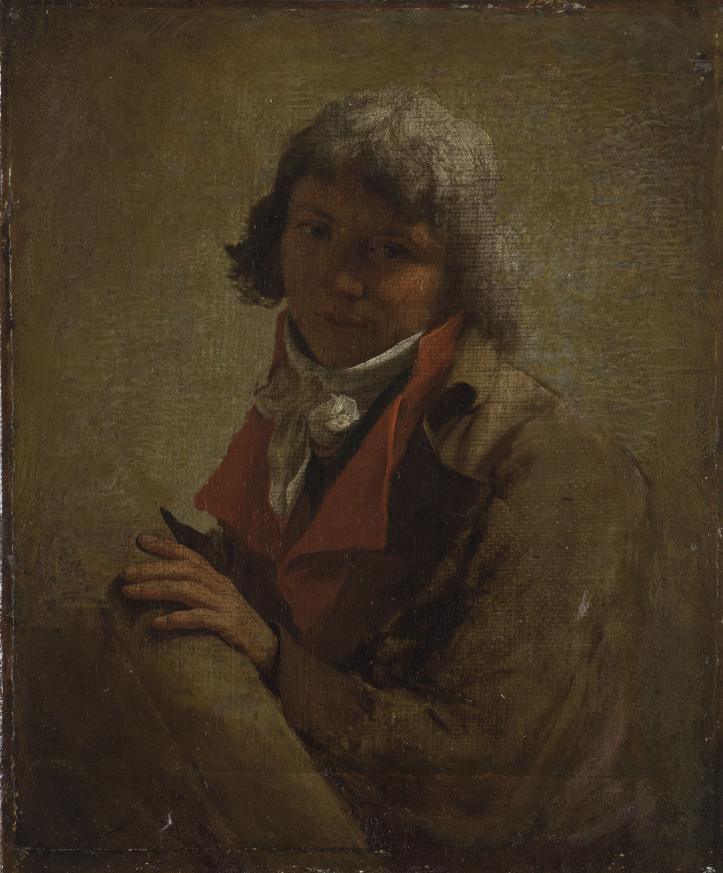

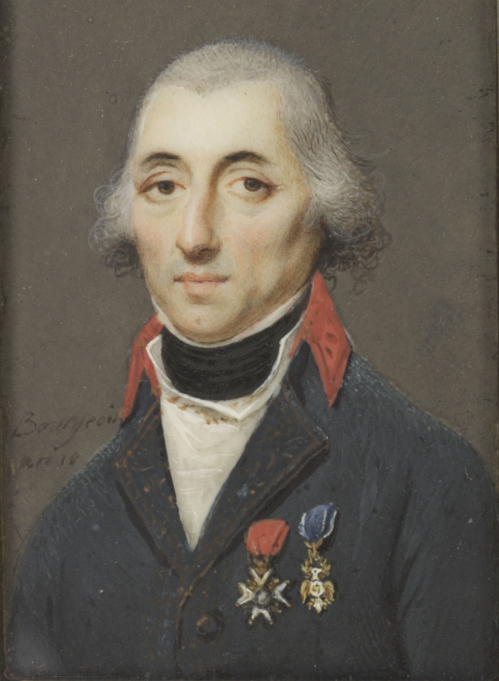
Almirante Jean Gaspar Vence, miniatura al óleo, musée du Louvre.

Charles Guillaume Alexandre Bourgeois (1759-1832) pintor y físico francés.
Como pintor, se le conoce por sus miniaturas de claroscuros grises, algunos de sus retratos se hallan en el Museo del Louvre.
Como físico, destaca su obra como óptico, sus dos principales obras son:
- Leçons expérimentales d'optique sur la lumière et les couleurs destinées à rétablir dans leur intégrité les faits dénaturés par Newton (1816-1817)
- Manuel d'optique expérimentale à l'usage des artistes et des physiciens (1821).

- Datos: Q1064648
- Multimedia: Charles Guillaume Alexandre Bourgeois / Q1064648